# Высшебулатецкий сельский совет
Высшебулатецкий сельский совет (укр. Вищебулатецька сільська рада) — входит в состав
Лубенского района
Полтавской области
Украины.
Административный центр сельского совета находится в 
с. Высший Булатец.

## Населённые пункты совета
- с. Высший Булатец
- с. Кононовка
- с. Малый Вязовок
- с. Нижний Булатец
- с. Чудновцы